# 木卫四十五
木卫四十五（西歐萊克）（S/2003 J 6）是环绕木星运行的一颗卫星，其英文名稱為“Helike”。

## 概述
2003年2月6日，夏威夷大学的天文学家斯科特·谢泼德等发现这个小卫星。木卫四十五直径约4千米，离木星平均距离约20,979,105千米，公轉一圈需要601.402天，軌道傾斜155°，離心率為0.1375。